# گویش شاهرودی
گویش شاهرودی از گویش‌های زبان فارسی است که در استان سمنان و منطقه شاهرود به آن تکلم می‌شود. این گویش از گویش هایی است که به پهلوی نزدیک است. زبان مردم شاهرود که گویشی فارسی به شمار می‌رود با زبان‌های دیگر این استان مانند سمنانی و سنگسری کاملا تفاوت دارد و به گویش خراسانی شباهت دارد. گویش شاهرودی جدا از استان سمنان در مناطقی از استان گلستان نیز رایج است.

## نمونه واژگان
- هُنباشه =  میشود

- هِنُنباشه = نمی‌شود

- زنگیچه = آرنج

- وَخِی، وَخِه =  پاشو

- پی‌یَر = پدر

- نووایه = نوه

- زنگلاچو = زردآلوی نرسیده (چاقاله)

- هننتانوم = نمیتوانم

- هنتانوم = میتوانم

- مینه، مین= میانه

- خِریشَک = خنده

- اینجه = اینجا

- چِغول = گنجشک

- إنْگی = زنبور قرمز بزرگ

## منبع
1. ↑  Nordhoff, Sebastian; Hammarström, Harald; Forkel, Robert; Haspelmath, Martin, eds. (2013). "شاهرودی". Glottolog 2.2. Leipzig: Max Planck Institute for Evolutionary Anthropology. {{cite book}}: Invalid |display-editors=4 (help)
2. ↑  «سازمان میراث فرهنگی، صنایع دستی و گردش‌گری-معرفی استان سمنان». بایگانی‌شده از اصلی در ۳۰ مارس ۲۰۱۲. دریافت‌شده در ۱۵ آوریل ۲۰۱۲.
3. ↑  ==پرتال ایران-سمنان بایگانی‌شده  در ۱۰ فوریه ۲۰۱۵ توسط Wayback Machine